# Giuseppe Sergi
Giuseppe Sergi, född 20 mars 1841 i Messina, död 17 oktober 1936 i Rom, var en italiensk antropolog. 
Sergi, som var professor i Rom, anslöt sig till positivismen och ägnade sig särskilt åt den fysiologisk psykologi. Det psykiska är enligt hans åsikt ett epifenomen till nervprocesserna. Rörande affekterna ansluter han sig till samma teori som William James; lust och olust härleder han ur kroppens näringsprocesser. Bland hans skrifter kan nämnas La psychologie physiologique (1888), Dolore e piacere (1894), L'evoluzione umana individuale e soziale (1903) och L'origine dei fenomeni psichici (1904).